# Worstelen op de Olympische Zomerspelen 2012 – Klasse tot 74 kilogram vrije stijl mannen
Vrije stijl tot 74 kilogram was een van de onderdelen van het worstelen op de Olympische Zomerspelen 2012 in Londen. Het evenement vond op 10 augustus plaats. Om 13:00 (UTC) begonnen de kwalificaties; een half uur later begon de knock-outfase, om ten slotte om 18:25 te eindigen met de finale.
De opzet was als volgt: loting bepaalde welke twee worstelaars (alle met een gewicht tussen de 66 en 74 kilogram) het tegen elkaar op moesten nemen. De winnaar van een dergelijke wedstrijd ging door naar de volgende ronde. Alle worstelaars die van een uiteindelijke finalist verloren, gingen naar de herkansingsronde. Er waren twee aparte herkansingsgroepen; de ene groep bestond uit de verliezers tegen de ene finalist en de andere uit de verliezers tegen de andere finalist. Binnen elke groep streden de verliezers die als eerste werden uitgeschakeld tegen elkaar. De winnaar van zo'n wedstrijd streed tegen de verliezer die een ronde later werd uitgeschakeld. De winnaar van elke herkansingsgroep won een bronzen medaille.

## Uitslag
| rang   | sporter                      | land                  |
| ------ | ---------------------------- | --------------------- |
| Goud   | Jordan Burroughs             | Verenigde Staten      |
| Zilver | Sadegh Goudarzi              | Iran                  |
| Brons  | Soslan Tigijev * Gábor Hatos | Oezbekistan Hongarije |
| Brons  | Denis Tsargush               | Rusland               |

* De Oezbeek Soslan Tigijev werd betrapt op doping en moest zijn bronzen medaille inleveren ten gunste van de Hongaar Hatos.